# Echinopsis volliana
Echinopsis volliana är en kaktusväxtart som först beskrevs av Curt Backeberg, och fick sitt nu gällande namn av H. Friedrich och Gordon Douglas Rowley. Echinopsis volliana ingår i släktet Echinopsis och familjen kaktusväxter. Inga underarter finns listade i Catalogue of Life.